# Benjamin Jason Horton
Benjamin Jason Horton (ur. 1873, zm. 1963) – amerykański polityk, w roku 1934 tymczasowy gubernator Portoryko, znajdującego się wówczas pod administracją kolonialną Stanów Zjednoczonych.

## Życiorys
Urodził się w 1873 roku.
Sprawował urząd gubernatora Portoryko od styczeń 1934, kiedy to zastąpił na stanowisku Robert Hayes Gore, przez kilkanaście dni do 5 lutego 1934. Jego następcą został Blanton C. Winship.
Zmarł w 1963 roku.